# Johannes Aventinus

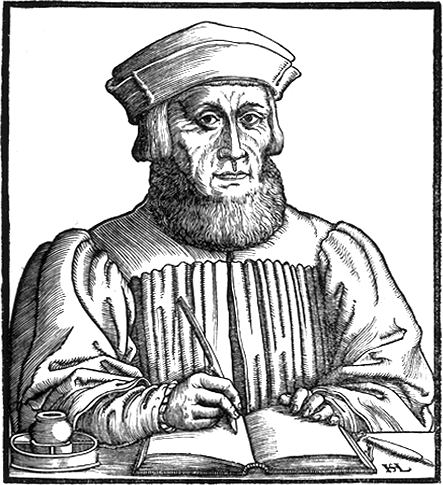
Johannes Aventinus

Johannes Aventin oder Johannes Aventinus (* 4. Juli 1477 in Abensberg, Niederbayern; † 9. Januar 1534 in Regensburg) war ein deutscher Historiker und Hofhistoriograph. Er hieß eigentlich Johann Georg Turmair, benannte sich aber mit einer latinisierten Form seines Heimatortes Aventinus (‚der Abensberger‘). Er gilt als ein Wegbereiter der klassischen Philologie in Deutschland und als der „Vater der bayerischen Geschichtsschreibung“.

## Leben

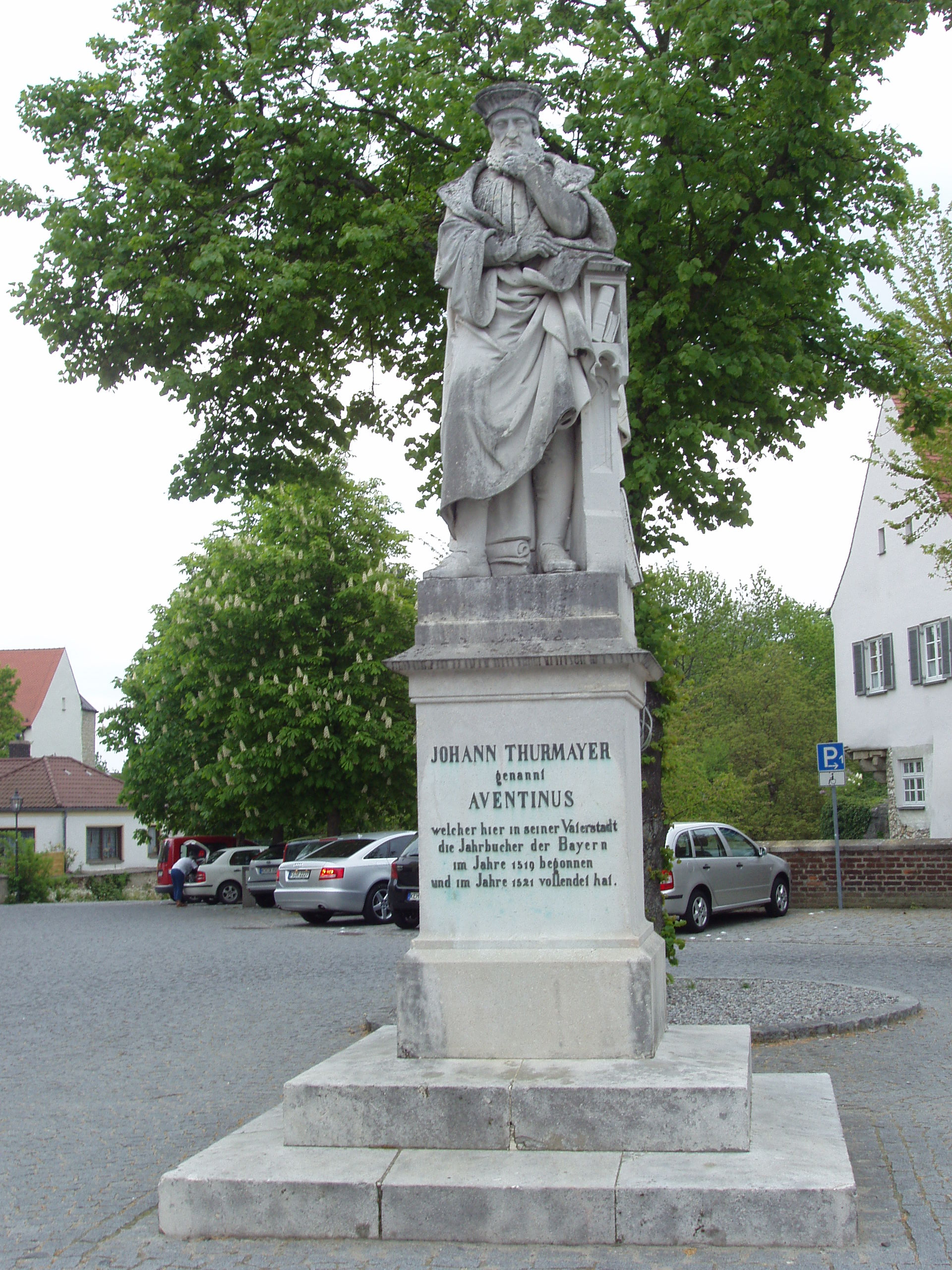
Aventinus-Denkmal in Abensberg

Sein Vater war der wohlhabende Weinwirt Peter Turmair, der ein Lokal am Stadtplatz in Abensberg hatte; seine Mutter trug ursprünglich den Nachnamen Küsser. Seine Schulbildung begann er im Karmeliterkloster in Abensberg, wo sich eine Lateinschule befand. Aventinus studierte ab 1495 an den Hochschulen von Ingolstadt, Wien (1497–1500), Krakau (1501–1502) und in Paris (1503–1504). Er bevorzugte dabei humanistische Studienfächer. In Ingolstadt und Wien schloss sich Aventinus besonders Conrad Celtis an, der sein Interesse auch auf die deutsche Geschichte lenkte. Aus Paris kehrte er mit der Würde eines Magisters heim und hielt von 1507 an in Ingolstadt Privatvorlesungen. 
Herzog Wilhelm IV. von Bayern beauftragte Aventinus 1509 mit der Erziehung seiner beiden jüngeren Brüder Ludwig und Ernst, die zunächst vom 15. Januar bis 29. November 1509 auf der Burg zu Burghausen stattfand. Ein streng regulierter Tagesablauf, der in der Burghauser Hofordnung von 1509 dokumentiert ist, und ein betont „einfaches“ Leben sollten zur „Charakterbildung“ der Zöglinge beitragen. Zum Geschichtsunterricht gehörten Ausflüge in die Umgebung bis nach Altötting und in die Klöster Mondsee und Neumarkt-St. Veit. 1510 bereiste Aventinus die Region abermals, um wissenschaftliche Studien zu betreiben und sämtliche antiken Inschriften zu notieren, die ihm in Orten wie Laufen (Salzach) und Sankt Georgen bei Salzburg auffielen. 
Mit Martin Luther und Philipp Melanchthon stand Aventinus in einem regen Gedankenaustausch, schloss sich aber der Reformation nicht an. Er polemisierte jedoch gegen die veraltete Kirche, die Neuerungen ablehnte, und wurde 1528 wegen einer angeblichen Übertretung der kirchlichen Fastengebote vorübergehend „ob evangelium“ aus konfessionellen Gründen inhaftiert. 1529 heiratete er seine bedienstete Haushälterin Barbara Fröschmann, die aus Niederrieden stammte. Seine Frau kam damals nach Regensburg, der zum Luthertum tendierenden Reichsstadt, zu Verwandten, wo Aventinus sich sicherheitshalber nach seiner Inhaftierung in einem bescheidenen Haus aufhielt und in Verbitterung wegen der politischen und persönlichen Umstände seine letzten Jahre verbrachte.
Johannes Aventinus starb im Januar 1534 im Alter von 56 Jahren in Regensburg. Begraben wurde er auf dem Friedhof der oberen Stadt beim Kloster Sankt Emmeram in Regensburg.

## Leistungen
Zum Gebrauch seiner hochadeligen Schüler verfasste Aventinus 1512 eine lateinische Grammatik, die sehr gut ankam und weit verbreitet wurde (Rudimenta grammaticae latinae). Als Ernst 1516 an der Universität Ingolstadt studieren sollte, schrieb er für ihn eine systematische Darstellung der Wissenschaften, die er Encyclopedia nannte und erstmals 1517 als Anhang zu seiner Grammatik veröffentlichte. Es ist die erste bekannte gedruckte Enzyklopädie.
1517 wurde Aventinus zum bayerischen Hofhistoriographen ernannt und entfaltete in dieser Funktion rege Aktivitäten. Er schrieb über Gebiete im sogenannten ‚altbayerischen Raum‘, zu dem alle Orte, die Bestandteil des Herzogtum Bayern seit dem 6. Jahrhundert waren, gehörten.
Als sein Hauptwerk gelten die zwischen 1517 und 1522 entstandenen Annales ducum Boiariae, in denen er die bayerische Geschichte bis zum Jahre 1460 behandelte. Die Bairische Chronik (geschaffen 1526–1533), eine bis zu den Primärquellen vorstoßende deutsche Bearbeitung seiner Annalen, ist volkstümlicher geschrieben und besticht durch eine freie und unabhängige Denkweise in nationalen und kirchlichen Fragen. Johann Wolfgang von Goethe äußerte sich später lobend über dieses Werk.
Im Jahr 1523 gab Aventinus die erste Karte von Bayern heraus. Daher bekam er außerdem den Beinamen „Vater der bayerischen Topographie“. Er verfasste auch ein Lehrbuch für den Bereich Musik. Im Bereich der Mathematik verfasste er eine Arbeit über das römische Rechenwesen. Aventins Lateinische Grammatik wurde zum Lehrbuch an der Landesuniversität von Ingolstadt.
Nach dem Vorbild der Italia Illustrata von Flavio Biondo verfasste er, den Plan Celtis’ fortsetzend, ab 1531 die Germania Illustrata, was als historisch-topografische Beschreibung Deutschlands angedacht war. Er schrieb immerhin ein Kapitel hierzu, das die deutsche Urgeschichte beinhaltete, worin eine Genealogie der deutschen Urkönige enthalten war.

## Schriften

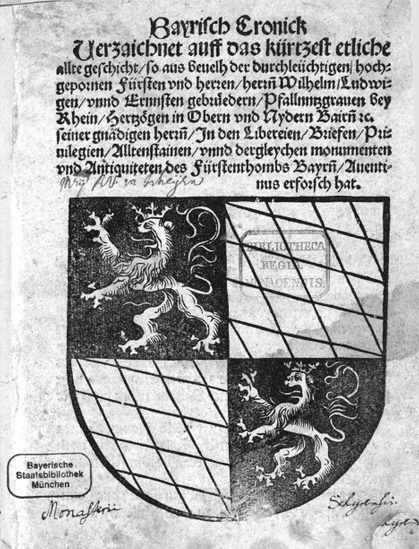
Die Bayrisch Cronick (ca. 1519), Titelblatt

- Annales ducum Bavariae (1511 im Manuskript, BSB München clm 967)
- Grammatica nova fundamentalis (1512)
- Musicae rudimenta (Augsburg, 1516)
- Enzyklopädie (Aventinus), wahrscheinlich von [1516]
- Annales Schyrenses (1517 verfasst, Chronik des Klosters Scheyern)
- Rudimenta gramaticae… Encyclopedia orbisque doctrinarum in calce…. Ingolstadt: Erhard Sampach 1517
- Brief an Leonhard von Eck über Ungebildete und seine eigene Bildung [ca. 1518]
- Altöttinger Chronik (dt. Version von 1519)
- Aventinus, Johannes: Bayrisch Cronick (ca. 1519, BSB München 4 Bavar. 145)
- Ursachen des Türkenkrieges (1526 verfasst)
- Annales ducum Boiariae [Jahrbücher der Herzöge Bayerns] (1516–1522 verfasst, 1554 erschienen)
- Baierische Chronik, deutsche Version der Annales (etwa 1526–1533 verfasst, 1556 erschienen),
- Germania Illustrata, 1531 begonnen
- Johannes Turmair's genannt Aventinus sämmtliche Werke / auf Veranlassung Seiner Majestät des Königs von Bayern herausgegeben von der K. Akademie der Wissenschaften. München: Christian Kaiser 1881–1908 (Gesamtausgabe, 6 Bde.) Zur digitalen Volltextausgabe, (Digitalisat)

## Ehrungen
- Aventinus-Büsten wurden durch König Ludwig I. von Bayern in die Walhalla und in die Ruhmeshalle aufgenommen.[6]
- In seiner Heimatstadt Abensberg steht seit 1861 ein Denkmal für Johann Turmayr.

Nach ihm benannt wurden:
- das Johannes-Turmair-Gymnasium in Straubing
- das Aventinus-Gymnasium in Burghausen
- der Aventinus-Turm auf der Burg zu Burghausen
- die Johann-Turmair-Realschule in Abensberg
- der 2010 eröffnete Forschungslesesaal der Bayerischen Staatsbibliothek
- die Johannes-Thurmair-Aventin-Medaille, kurz Aventinus-Medaille des Verbandes bayerischer Geschichtsvereine, verliehen seit 1968[18]
- Straßen, Plätze und Wege in Abensberg, Altötting, Lauterhofen, Hettenshausen, Ingolstadt, München, Neutraubling, Rosenheim, Triftern und Brunnthal
- Aventinus, ein Weizendoppelbockbier der Brauerei Schneider & Sohn aus dem nahen Kelheim.

Aventinus wird auch in der Theaterfassung des Brandner Kaspar dargestellt.

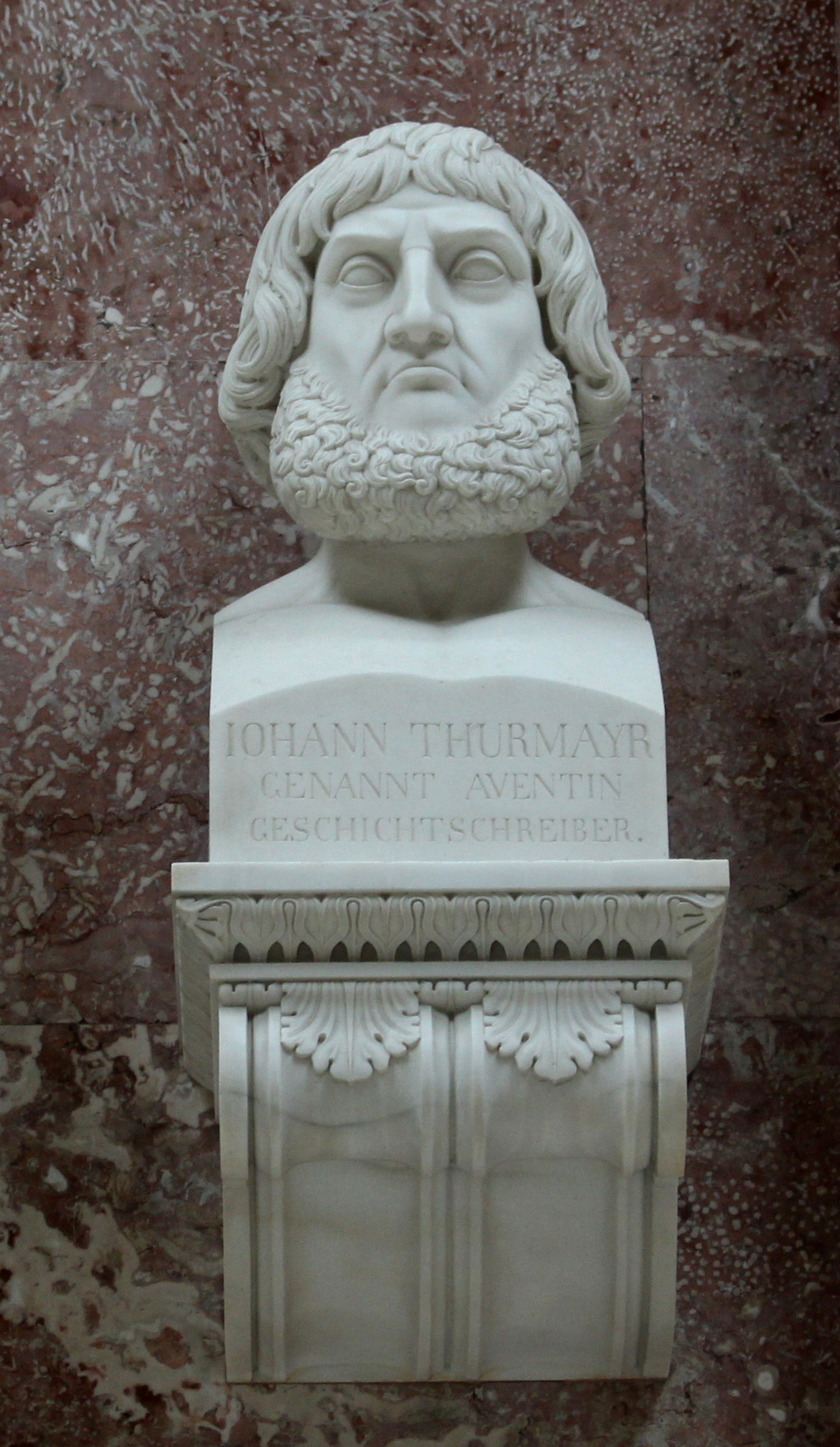
Büste in der Walhalla
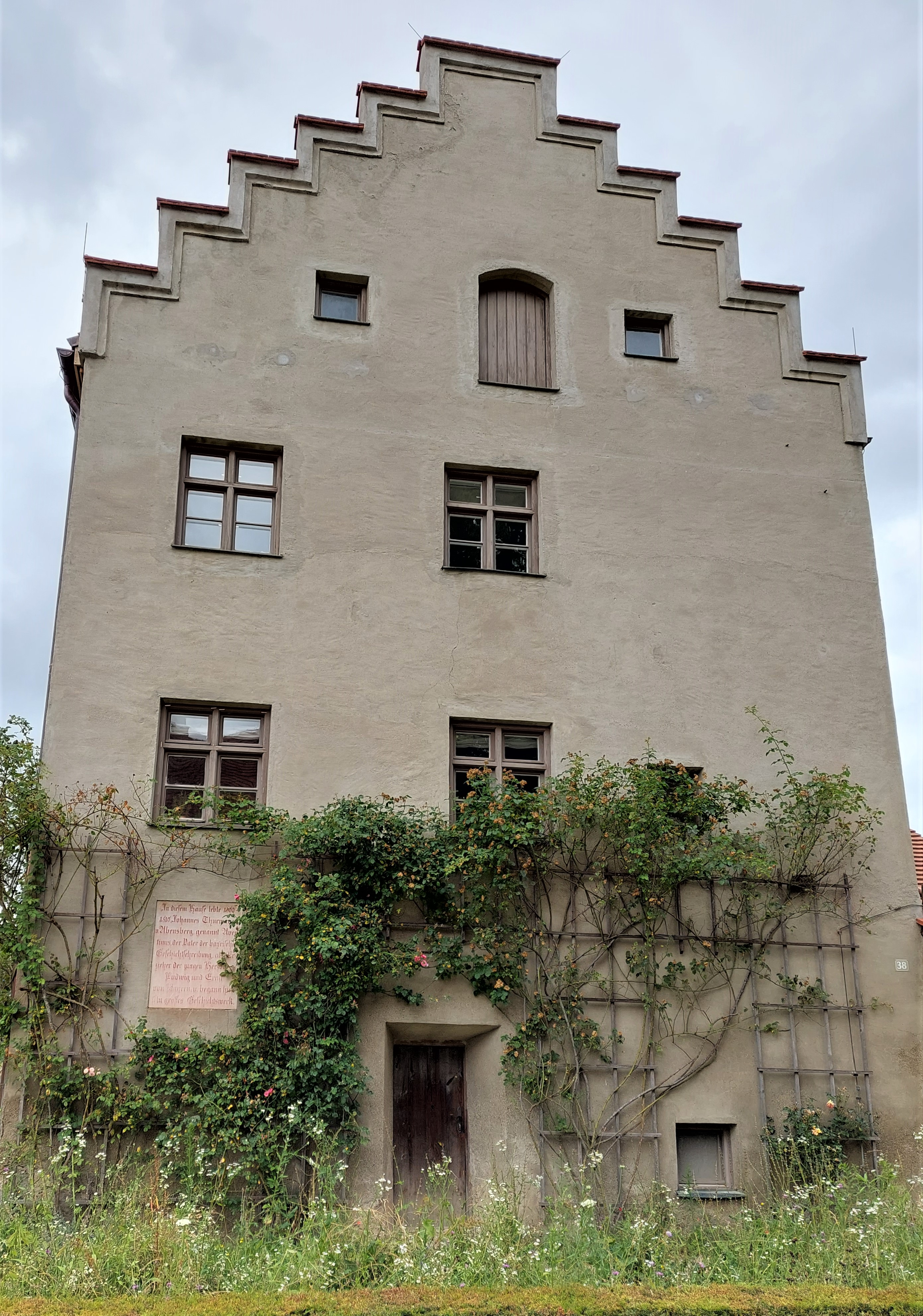
Aventinus-Turm in der Burg zu Burghausen
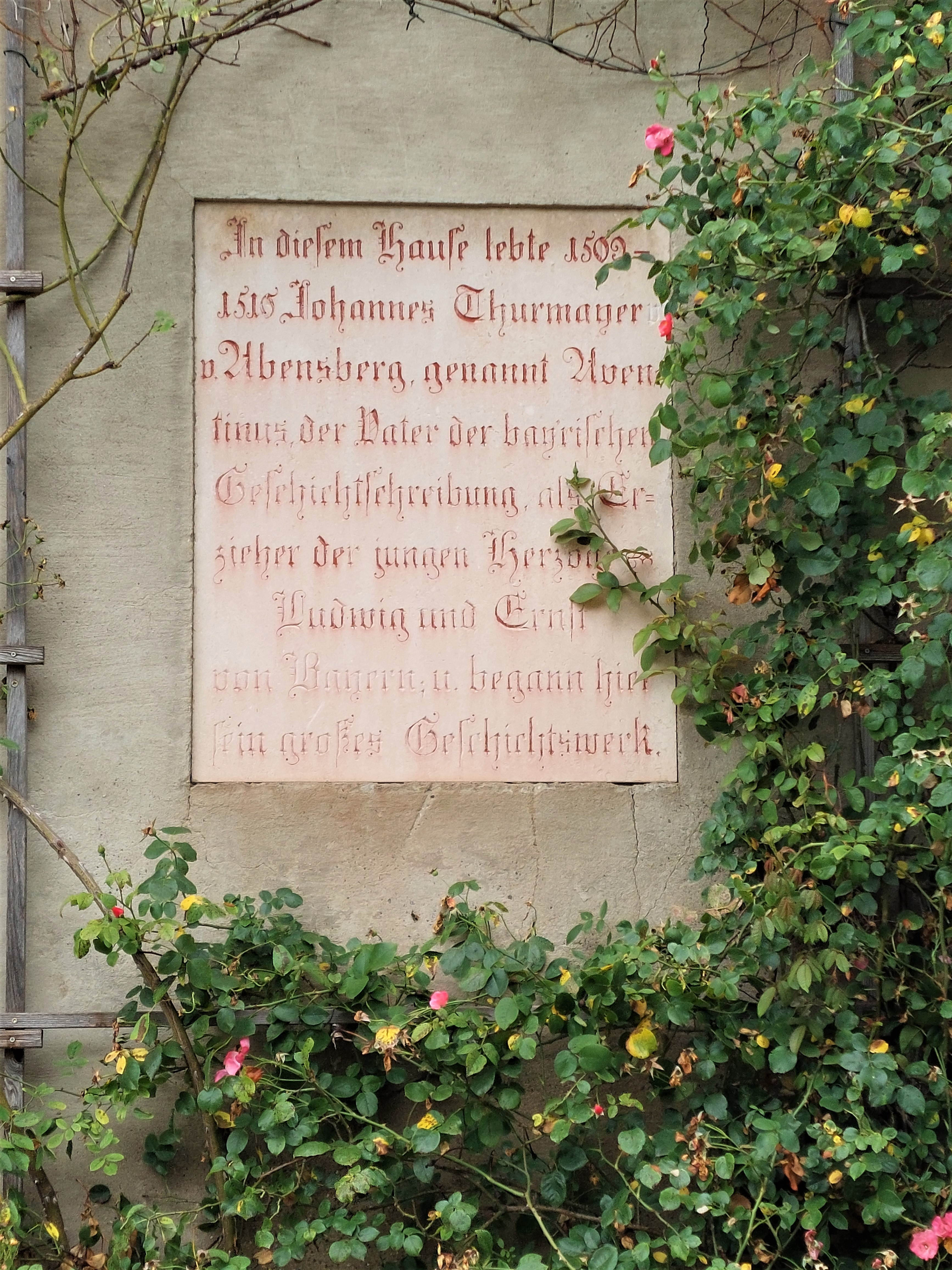
Erinnerungstafel am Aventinus-Turm in der Burg zu Burghausen
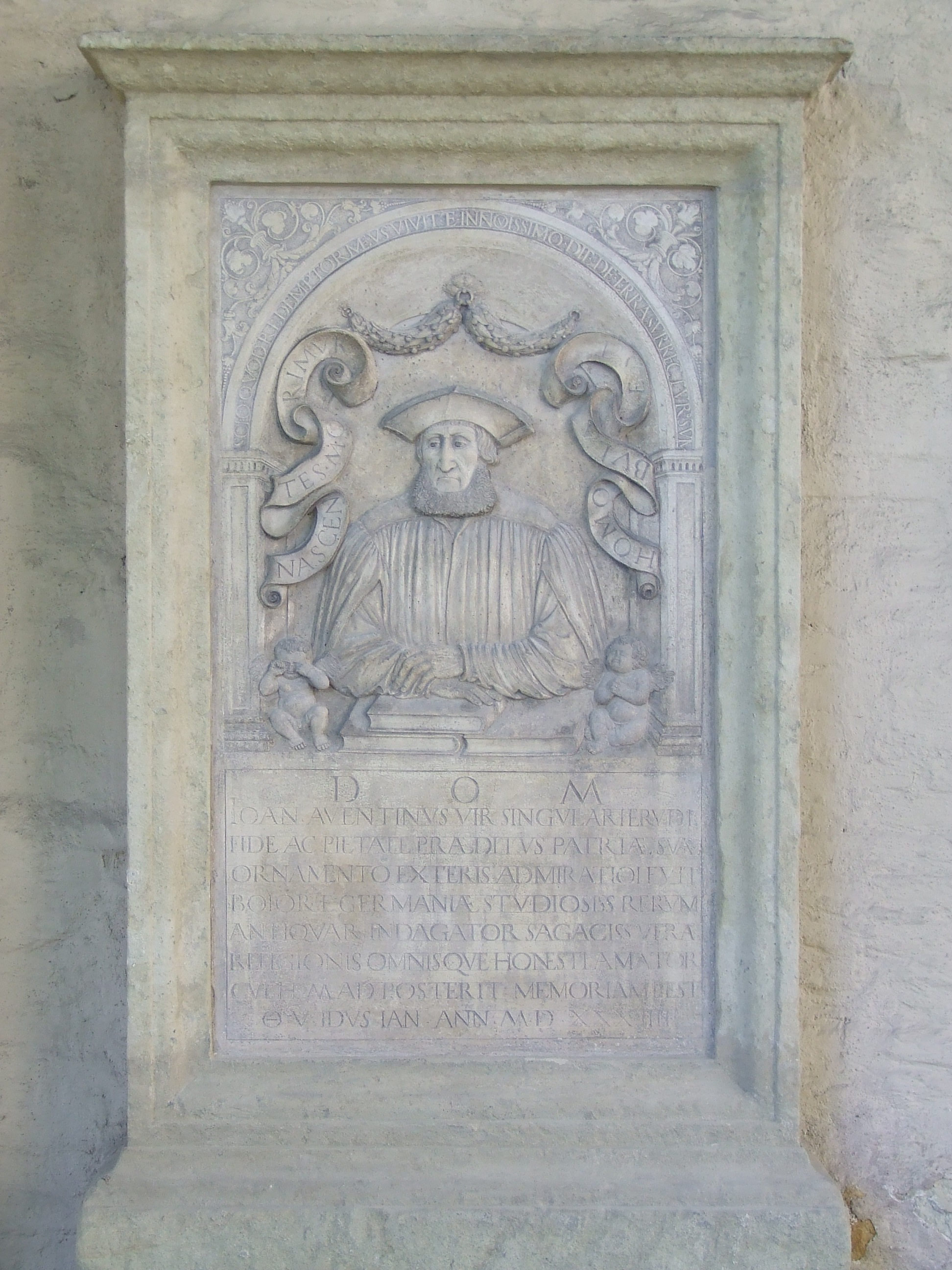
Aventinus-Grabplatte im Kloster St. Emmeram, Regensburg